# Argidia hypopyra
Argidia hypopyra là một loài bướm đêm trong họ Noctuidae.